# Viduus
Nella religione romana, Viduus (letteralmente: "colui che divide") era un dio minore, deputato a separare (in latino viduare) l'anima dal corpo dopo la morte. Viene citato da San Cipriano nel De vanitate idolorum, in cui si precisa che a Viduus non venivano eretti altari all'interno della città di Roma: